# Stemma di Timor Est
Lo stemma di Timor Est (ufficialmente: Timor-Leste) è stato introdotto il 18 gennaio 2007 ai sensi della legge 02/2007.

## Descrizione
È sormontata da un cerchio in bianco, con scritto in rosso in lingua portoghese Repubblica Democratica di Timor Est. All'interno del cerchio vi è uno scudo con spessore rosso, ed uno scudo nero; in alto una stella bianca che attrata dai 5 raggi un libro rosso, a sinistra vi è un mollusco tipico dell'isola ed a destra una pannocchia; in basso un fucile Kalašnikov grigio ed una lancia dorata e sotto un arco dorato. Sotto lo scudo vi è un cartegio bianco con scritto in rosso in tetum Unità, Azione, Progresso. È il secondo Stato ad utilizzare l'AK-47 (Kalašnikov) all'interno dello stemma, dopo il Mozambico.

## Stemmi storici

Stemma del Timor portoghese (8 maggio 1935 - 11 giugno 1951)
Stemma del Timor portoghese (11 giugno 1951 - 28 novembre 1975)
Piccolo stemma del Timor portoghese (1935 - 1975)
Stemma di Timor Est adottato in seguito alla prima dichiarazione d'indipendenza (1975)
Stemma di Timor Est come provincia dell'Indonesia (Timor Timur) durante l'occupazione (1975 - 1999)
Stemma di Timor Est durante l'amministrazione dell'ONU (1999 - 2002)
Stemma di Timor Est (2002 - 18 gennaio 2007)